# نیوئوو (کالیفرنیا)
نیوئوو (به انگلیسی: Nuevo) یک منطقهٔ مسکونی در ایالات متحده آمریکا است که در شهرستان ریورساید، کالیفرنیا واقع شده‌است. نیوئوو ۱۷٫۵۳۸ کیلومتر مربع مساحت و ۶٬۴۴۷ نفر جمعیت دارد و ۴۵۴ متر بالاتر از سطح دریا واقع شده‌است.